# 1974 في بلجيكا
فيما يلي قوائم الأحداث التي وقعت خلال عام 1974 في بلجيكا.

## رياضة
- 1 يناير – طواف فلاندرز 1974
- 12 مايو – جائزة بلجيكا الكبرى 1974 الفائز إيمرسون فيتيبالدي.

## مواليد

### يناير
- 22 يناير – ستيفاني روتير لاعبة كرة مضرب هولندية.

### فبراير
- 20 فبراير – كريس جوسينس لاعب كرة مضرب بلجيكي.

### مارس
- 22 مارس – فيليب كليمنت لاعب كرة قدم بلجيكي.[1]

### أبريل
- 11 أبريل – ناتاشا رينيه ممثلة بلجيكية.[2]

### مايو
- 24 مايو – يوهان فان هيرك لاعب كرة مضرب بلجيكي.

### يونيو
- 21 يونيو – كريستوف فان جارس لاعب كرة مضرب بلجيكي.

### يوليو
- 23 يوليو – ريك فيربروغ[3]

### أغسطس
- 16 أغسطس – فريدريك هيربول لاعب كرة قدم بلجيكي.[4]

### نوفمبر
- 6 نوفمبر – فرانك فاندربروك درّاج طريق بلجيكي.[5]

### ديسمبر
- 31 ديسمبر – ماريو آيرتس دراج بلجيكي.

## وفيات

### فبراير
- 18 فبراير – بيرنارد فورهوف (مواليد 1910) لاعب كرة قدم بلجيكي.

### ديسمبر
- 21 ديسمبر – ثيودور نوفينز (مواليد 1908) لاعب كرة قدم بلجيكي.